# Kameno
Kameno (Bulgaars: Камено) is een stad in het oosten van Bulgarije in de oblast Boergas. Kameno ligt 6 km ten zuiden van Balgarevo en ongeveer 20 km ten noordwesten van Boergas.

## Geografie
De gemeente Kameno ligt in het centrale deel van de oblast Boergas en heeft een oppervlakte van 354,946 vierkante kilometer. Hiermee is het de twaalfde gemeente van de oblast Boergas en omvat het 4,58% van de oppervlakte van de oblast Boergas. De grenzen zijn als volgt:
- in het noorden - gemeente Ajtos;
- in het oosten - gemeente Boergas;
- in het westen - gemeente Karnobat;
- in het zuiden - gemeente Sredets;
- in het zuidoosten - gemeente Sozopol.

## Bevolking
Op 31 december 2020 telde de stad Kameno 4.096 inwoners, terwijl de gemeente Kameno, waarbij ook de omliggende 12 dorpen bij worden opgeteld, 10.970 inwoners had.
|          | 1934   | 1946   | 1956   | 1965   | 1975   | 1985   | 1992   | 2001   | 2011   | 2020   |
| -------- | ------ | ------ | ------ | ------ | ------ | ------ | ------ | ------ | ------ | ------ |
| Stad     | 3 391  | 3 870  | 4 672  | 6 138  | 5 178  | 5 312  | 5 391  | 5 138  | 4 336  | 4 096  |
| Gemeente | 14 766 | 16 595 | 16 714 | 16 901 | 16 834 | 14 103 | 13 289 | 12 453 | 10 393 | 10 970 |

### Etnische groepen
Kameno is een van de weinige plaatsen in Bulgarije waar het aandeel etnische Bulgaren in de totale bevolking aan het toenemen is. Tussen 1992 en 2011 steeg het aantal Bulgaren (op basis van zelfidentificatie) van 84,5% naar 86,8%. De minderheidsgroepen daalden verhoudingsgewijs.
| Etnische groep   | volkstelling 1992 | volkstelling 1992 | volkstelling 2001 | volkstelling 2001 | volkstelling 2011 | volkstelling 2011 | volkstelling 2011  |
| Etnische groep   | Aantal            | %                 | Aantal            | %                 | Aantal            | % (totaal)        | % (gespecificeerd) |
| ---------------- | ----------------- | ----------------- | ----------------- | ----------------- | ----------------- | ----------------- | ------------------ |
| Bulgaren         | 11.227            | 84,48             | 10.593            | 85,06             | 7.989             | 76,86             | 86,82              |
| Turken           | 475               | 3,57              | 417               | 3,35              | 327               | 3,14              | 3,55               |
| Roma             | 1.464             | 11,02             | 830               | 6,67              | 654               | 6,29              | 7,10               |
| Andere groepen   | 87                | 0,65              | 553               | 4,44              | 147               | 1,41              | 1,59               |
| Onbekend         | 36                | 0,27              | 27                | 0,22              | 83                | 0,79              | 0,89               |
| Ongespecificeerd | .                 | .                 | 33                | 0,26              | 1.193             | 11,47             | .                  |
| Totaal           | 13.289            | 100,00            | 12.453            | 100,00            | 10.393            | 100,00            | 100,00             |

### Religie
De laatste volkstelling werd uitgevoerd in februari 2011 en was optioneel. Van de 10 393 inwoners reageerden er 7 265 op de volkstelling. Van deze 7 265 ondervraagden waren er 5 999 lid van de Bulgaars-Orthodoxe Kerk, oftewel 82,6% van de ondervraagden. De rest van de bevolking had een andere geloofsovertuiging of was niet religieus. 
| Religieuze samenstelling in februari 2011 | Religieuze samenstelling in februari 2011 | Religieuze samenstelling in februari 2011 | Religieuze samenstelling in februari 2011 | Religieuze samenstelling in februari 2011 |
| ----------------------------------------- | ----------------------------------------- | ----------------------------------------- | ----------------------------------------- | ----------------------------------------- |
|                                           |                                           |                                           |                                           |                                           |
| Bulgaars-Orthodoxe Kerk                   | Bulgaars-Orthodoxe Kerk                   |                                           | 82,57%                                    | 82,57%                                    |
| Katholieke Kerk                           | Katholieke Kerk                           |                                           | 0,48%                                     | 0,48%                                     |
| Protestantisme                            | Protestantisme                            |                                           | 0,85%                                     | 0,85%                                     |
| Islam                                     | Islam                                     |                                           | 2,60%                                     | 2,60%                                     |
| Geen                                      | Geen                                      |                                           | 5,04%                                     | 5,04%                                     |
| Anders/ Onbekend                          | Anders/ Onbekend                          |                                           | 8,46%                                     | 8,46%                                     |

## Kernen
De gemeente Kameno omvat naast de stad Kameno ook de onderstaande twaalf dorpen:
| Plaats        | Cyrillisch    | Bevolking (2020) |
| ------------- | ------------- | ---------------- |
| Kameno        | Камено        | 4.096            |
| Konstantinovo | Константиново | 654              |
| Krastina      | Кръстина      | 503              |
| Livada        | Ливада        | 360              |
| Polski Izvor  | Полски извор  | 669              |
| Roesokastro   | Русокастро    | 1.143            |
| Svoboda       | Свобода       | 385              |
| Trojanovo     | Трояново      | 1.020            |
| Trastikovo    | Тръстиково    | 551              |
| Tsjerni Vrach | Черни връх    | 910              |
| Vinarsko      | Винарско      | 415              |
| Vratitsa      | Вратица       | 119              |
| Zjeljazovo    | Желязово      | 145              |
| Totaal        |               | 10.970           |